# Hinde Demboletski
Hinde Demboletski, född 20 september 1906, död 26 maj 2002, var en jiddischspråkig författare. Hon föddes i den lilla orten Ślesin, nuvarande Polen, men utvandrade 1936 till Argentina. Där bodde hon till 1959, då hon gjorde aliyah till Israel. Redan under sin tid i Argentina började hon skriva och fick flera berättelser publicerade i olika tidskrifter. Väl i Israel gav hon ut en handfull romaner och skrev ett par teaterstycken. I sin första roman, ”Der veg tzu zikh” från 1975, skildrar hon en kvinna som gör en liknande livsresa som hon själv hade gjort.